# Deutsche Meisterschaften Gerätturnen 2025

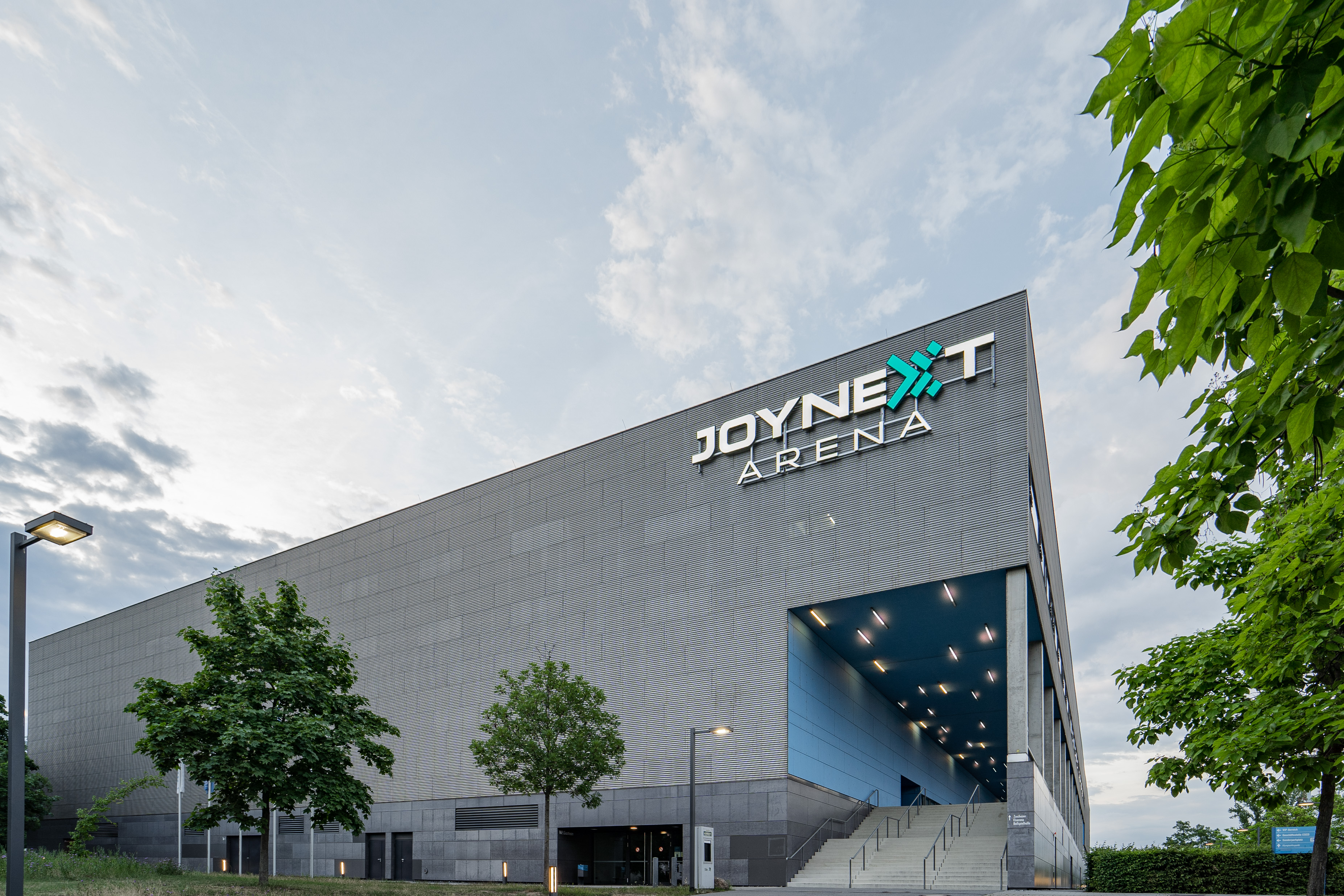
Der Veranstaltungsort im Jahr 2022

Die Deutschen Meisterschaften Gerätturnen 2025 fanden vom 31. Juli bis zum 3. August 2025 im Rahmen der Finals 2025 in der Dresdner JOYNEXT Arena statt. Während dieser Meisterschaften wurden die besten Deutschen Turnerinnen und Turner im Mehrkampf und an den vier (Frauen) bzw. sechs (Männer) Geräten bestimmt (also in insgesamt zwölf Disziplinen).

## Medaillenspiegel (Die Finals Länderwertung)
| Platz  | Land                | Gold | Silber | Bronze | Gesamt |
| ------ | ------------------- | ---- | ------ | ------ | ------ |
| 1      | Sachsen             | 5    | 3      | 4      | 12     |
| 2      | Baden-Württemberg   | 3    | 2      | –      | 5      |
| 3      | Bayern              | 2    | 2      | 4      | 8      |
| 3      | Sachsen-Anhalt      | 1    | 2      | –      | 3      |
| 4      | Berlin              | 1    | 1      | 1      | 3      |
| 5      | Nordrhein-Westfalen | –    | 2      | –      | 2      |
| 6      | Brandenburg         | –    | –      | 2      | 2      |
| 7      | Rheinland-Pfalz     | –    | –      | 1      | 1      |
| Gesamt | Gesamt              | 12   | 12     | 12     | 36     |

## Wettbewerbe der Männer
Im Mehrkampf der Männer nahmen 29 Turner teil, der älteste Turner war Fabian Lotz (Jahrgang 1989), die jüngsten Mert Öztürk und Anton Bulka (2006). Der am stärksten vertretene Landesturnverband war der Bayerische Turnverband (BTV) mit vier Teilnehmern. Die Landesturnverbände aus Brandenburg, Berlin, Niedersachsen, Sachsen, Saarland und Schwaben (STB) waren mit jeweils drei, die aus Hessen, Rheinland und Sachsen-Anhalt mit jeweils zwei Turnern vertreten, während aus dem Badischen Turnerbund (BTB) nur ein Teilnehmer kam. Neun der insgesamt 20 Landesturnverbände des DTB stellten keine Teilnehmer. Medaillen wurden sowohl im Mehrkampf als auch an den sechs Geräten vergeben. Der Mehrkampf, der am 31. Juli stattfand, diente gleichzeitig als Qualifikation zu den Gerätefinals (02. und 03. August).
Erfolgreichste Turner waren Alexander Kunz (zweimal Gold, einmal Silber, einmal Bronze), Timo Eder (zweimal Gold, einmal Silber), Dario Sissakis (einmal Gold, einmal Silber, einmal Bronze), Nils Dunkel (einmal Gold, einmal Silber), Leonard Prügel (einmal Gold, einmal Bronze) und Valentin Zapf (einmal Silber, zweimal Bronze). Zudem gewannen Lucas Kochan, Anton Bulka, Tom Schultze und Artur Sahakyan jeweils eine Medaille.
Die folgenden Tabellen enthalten die Ergebnisse der Wettkämpfe. In Klammern (D) die entsprechenden Schwierigkeitsnoten der Übungen an den Geräten.

### Mehrkampf
| Platz | Name                  | Verein                 | LTV | Boden (D)    | Pauschenpferd (D) | Ringe (D)    | Sprung (D)   | Barren (D)   | Reck (D)     | Punkte |
| ----- | --------------------- | ---------------------- | --- | ------------ | ----------------- | ------------ | ------------ | ------------ | ------------ | ------ |
| 1     | Timo Eder             | MTV Ludwigsburg        | SW  | 13,300 (5,1) | 13,550 (5,2)      | 12,500 (4,5) | 14,000 (4,8) | 13,350 (4,5) | 11,850 (5,1) | 78,550 |
| 2     | Alexander Kunz        | TSV Pfuhl              | BY  | 13,600 (5,2) | 12,650 (4,7)      | 13,400 (4,9) | 12,350 (4,8) | 12,600 (4,5) | 13,050 (4,5) | 77,650 |
| 3     | Valentin Zapf         | TSV Unterföhring       | BY  | 12,600 (5,0) | 10,400 (3,2)      | 11,300 (3,7) | 13,250 (4,4) | 13,550 (4,7) | 12,750 (4,3) | 73,850 |
| 4     | Glenn Trebing         | Turn-Klubb zu Hannover | NI  | 11,100 (4,6) | 11,350 (4,3)      | 12,650 (4,5) | 13,550 (4,4) | 13,500 (4,7) | 11,650 (5,1) | 73,800 |
| 5     | Nils Matache          | Sportclub Berlin       | BE  | 12,750 (5,1) | 11,250 (4,4)      | 11,750 (3,3) | 13,950 (4,8) | 11,800 (4,3) | 12,050 (3,9) | 73,550 |
| 6     | Mert Öztürk           | VfL Zehlendorf         | BE  | 12,250 (4,6) | 12,000 (4,7)      | 12,500 (4,1) | 13,400 (4,4) | 11,050 (4,4) | 11,300 (4,2) | 72,500 |
| 7     | Leonard Prügel        | KTV Chemnitz           | SC  | 12,700 (5,0) | 11,650 (4,5)      | 11,000 (2,5) | 12,450 (4,8) | 12,550 (4,1) | 11,650 (4,8) | 72,000 |
| 8     | Anton Bulka           | SV Halle               | SA  | 11,500 (5,0) | 10,900 (4,3)      | 12,000 (4,3) | 13,050 (4,4) | 11,850 (4,7) | 12,350 (4,3) | 71,650 |
| 9     | Willi Leonhard Binder | SC Cottbus Turnen      | BB  | 10,850 (4,8) | 11,550 (3,9)      | 11,800 (3,2) | 12,850 (4,4) | 11,250 (4,4) | 12,200 (4,6) | 70,500 |
| 10    | Lewis Trebing         | Turn-Klubb zu Hannover | NI  | 10,600 (4,8) | 12,250 (5,0)      | 11,800 (4,1) | 12,450 (3,6) | 11,200 (4,2) | 11,950 (3,9) | 70,250 |
| 11    | Sascha Wilhelm        | TSV 1895 Monheim       | BY  | 11,400 (4,3) | 11,100 (3,1)      | 11,500 (3,2) | 13,000 (4,0) | 11,700 (3,5) | 10,250 (3,6) | 68,950 |
| 12    | Moritz Steinmetz      | Turnverein Bous        | SL  | 12,450 (4,7) | 12,200 (4,8)      | 10,600 (2,8) | 13,250 (4,4) | 11,000 (3,3) | 7,050 (2,0)  | 66,550 |
| 13    | Max Lukas Lippert     | KTV Obere Lahn         | HE  | 9,850 (3,8)  | 9,350 (2,5)       | 10,450 (2,9) | 12,100 (3,6) | 10,850 (2,8) | 11,100 (3,2) | 63,700 |
| 14    | Kilian Krapp          | TSV Sonthofen 1863     | BY  | 11,750 (4,5) | 4,100 (1,5)       | 10,000 (3,0) | 13,150 (4,0) | 10,900 (2,9) | 12,150 (3,8) | 62,050 |
| 15    | Berkay Sen            | TB Altendorf Essen     | RL  | 10,300 (4,7) | 8,000 (3,2)       | 11,850 (4,2) | 11,500 (4,4) | 9,800 (3,5)  | 10,550 (3,9) | 62,000 |
| 16    | Marvin Block          | TuS Vinnhorst          | NI  | 10,900 (3,7) | 8,750 (3,0)       | 10,500 (3,0) | 11,550 (3,6) | 9,300 (3,2)  | 9,850 (2,6)  | 60,850 |
| 17    | Meik Layer            | TV Neckarau            | BA  | -            | 10,900 (3,0)      | 12,000 (3,9) | -            | 12,150 (3,3) | 10,800 (2,8) | 45,850 |
| 18    | Maxim Kovalenko       | Turnverein Bous        | SL  | -            | 12,650 (4,7)      | 11,150 (3,6) | -            | 12,100 (4,1) | 9,900 (4,0)  | 45,800 |
| 19    | Tom Schultze          | SC Cottbus Turnen      | BB  | 12,650 (5,2) | -                 | 13,350 (5,6) | 13,500 (4,8) | -            | -            | 39,500 |
| 20    | Nils Dunkel           | SV Halle               | SA  | -            | 13,800 (5,3)      | -            | -            | 13,600 (5,0) | 12,050 (4,5) | 39,450 |
| 21    | Dario Sissakis        | Sportclub Berlin       | BE  | 13,200 (5,1) | -                 | 12,800 (4,3) | -            | 13,200 (4,9) | -            | 39,200 |
| 22    | Fabian Lotz           | KTV Wetzlar            | HE  | -            | 12,100 (4,1)      | -            | -            | 12,200 (4,1) | 13,100 (4,8) | 37,400 |
| 23    | Artur Sahakyan        | TB Altendorf Essen     | RL  | -            | 10,200 (3,5)      | 13,800 (5,2) | -            | 10,550 (3,9) | -            | 34,550 |
| 24    | Gabriel Eichhorn      | MTV Stuttgart 1843     | SW  | -            | -                 | -            | -            | 12,600 (5,1) | 12,850 (5,6) | 25,450 |
| 25    | Lucas Kochan          | SC Cottbus Turnen      | BB  | -            | 11,950 (5,0)      | -            | -            | -            | 13,300 (5,0) | 25,250 |
| 26    | Daniel Wörz           | TG Böckingen 1890      | SW  | -            | 12,400 (4,1)      | -            | -            | -            | -            | 12,400 |
| 27    | Lucas Buschmann       | KTV Chemnitz           | SC  | -            | 9,400 (3,8)       | -            | -            | -            | -            | 9,400  |
| 28    | Lukas Leonhardt       | SSV BW Gersdorf        | SC  | -            | 8,900 (3,2)       | -            | -            | -            | -            | 8,900  |
| 29    | Finn Marten Schneider | Turnverein Bous        | SL  | -            | 8,350 (3,3)       | -            | -            | -            | -            | 8,350  |

### Boden
| Platz | Turner         | D-Note | E-Note | Penalty/ Bonus | Total  |
| ----- | -------------- | ------ | ------ | -------------- | ------ |
| 1     | Timo Eder      | 5,1    | 8,366  |                | 13,466 |
| 2     | Dario Sissakis | 5,1    | 8,100  | −0,2           | 13,000 |
| 3     | Leonard Prügel | 5,0    | 7,466  | −0,3           | 12,166 |
| 4     | Alexander Kunz | 5,2    | 7,100  | −0,3           | 12,000 |
| 5     | Nils Matache   | 4,8    | 7,066  |                | 11,866 |
| 6     | Tom Schultze   | 5,1    | 6,800  | −0,1           | 11,800 |

### Pauschenpferd
| Platz | Turner         | D-Note | E-Note | Penalty | Total  |
| ----- | -------------- | ------ | ------ | ------- | ------ |
| 1     | Nils Dunkel    | 5,2    | 8,433  |         | 13,633 |
| 2     | Timo Eder      | 5,2    | 8,266  |         | 13,466 |
| 3     | Alexander Kunz | 4,7    | 7,166  |         | 11,866 |
| 4     | Lewis Trebing  | 4,0    | 7,300  |         | 11,300 |
| 5     | Alexander Kunz | 4,3    | 6,266  |         | 10,566 |
| 6     | Daniel Wörz    | 3,3    | 6,966  |         | 10,266 |

### Ringe
| Platz | Turner         | D-Note | E-Note | Penalty/ Bonus | Total  |
| ----- | -------------- | ------ | ------ | -------------- | ------ |
| 1     | Alexander Kunz | 5,0    | 8,566  | +0,1           | 13,566 |
| 2     | Artur Sahakyan | 5,2    | 8,200  |                | 13,400 |
| 3     | Dario Sissakis | 4,3    | 8,800  | +0,1           | 13,200 |
| 4     | Tom Schultze   | 5,2    | 7,600  |                | 12,800 |
| 5     | Glenn Trebing  | 4,5    | 8,066  |                | 12,566 |
| 6     | Mert Öztürk    | 3,9    | 7,566  |                | 11,466 |

### Sprung
| Platz | Turner           | 1. Sprung | 1. Sprung | 1. Sprung      | 1. Sprung | 2. Sprung | 2. Sprung | 2. Sprung      | 2. Sprung | Total  |
| Platz | Turner           | D-Note    | E-Note    | Penalty/ Bonus | Total     | D-Note    | E-Note    | Penalty/ Bonus | Total     | Total  |
| ----- | ---------------- | --------- | --------- | -------------- | --------- | --------- | --------- | -------------- | --------- | ------ |
| 1     | Leonard Prügel   | 4,8       | 7,866     |                | 12,666    | 3,6       | 9,133     |                | 12,733    | 12,699 |
| 2     | Anton Bulka      | 4,4       | 8,800     |                | 13,200    | 2,8       | 9,100     |                | 11,900    | 12,550 |
| 3     | Tom Schultze     | 4,8       | 7,766     |                | 12,566    | 4,8       | 7,700     | −0,1           | 12,400    | 12,483 |
| 4     | Kilian Krapp     | 3,6       | 8,733     | −0,1           | 12,233    | 3,6       | 8,866     |                | 12,466    | 12,349 |
| 5     | Moritz Steinmetz | 4,4       | 8,266     |                | 12,666    | 2,8       | 9,133     |                | 11,933    | 12,299 |
| 6     | Nils Matache     | 4,8       | 7,733     |                | 12,533    | 2,4       | 8,933     |                | 11,333    | 11,933 |

### Barren
| Platz | Turner         | D-Note | E-Note | Penalty | Total  |
| ----- | -------------- | ------ | ------ | ------- | ------ |
| 1     | Dario Sissakis | 4,9    | 8,166  |         | 13,066 |
| 2     | Nils Dunkel    | 5,0    | 7,900  |         | 12,900 |
| 3     | Valentin Zapf  | 4,7    | 8,166  |         | 12,866 |
| 4     | Alexander Kunz | 4,5    | 8,300  |         | 12,800 |
| 5     | Glenn Trebing  | 4,4    | 7,433  |         | 11,833 |
| 6     | Timo Eder      | 4,5    | 6,666  |         | 11,166 |

### Reck
| Platz | Turner           | D-Note | E-Note | Penalty/ Bonus | Total  |
| ----- | ---------------- | ------ | ------ | -------------- | ------ |
| 1     | Alexander Kunz   | 4,5    | 8,766  | +0,1           | 13,366 |
| 2     | Valentin Zapf    | 4,4    | 8,766  | +0,1           | 13,266 |
| 3     | Lucas Kochan     | 5,0    | 8,166  |                | 13,166 |
| 4     | Gabriel Eichhorn | 5,6    | 7,066  |                | 12,666 |
| 5     | Anton Bulka      | 4,5    | 7,766  |                | 12,266 |
| 6     | Fabian Lotz      | 3,7    | 5,766  |                | 9,466  |

## Wettbewerbe der Frauen
Bei den Frauen nahmen insgesamt 23 Turnerinnen teil. Mit Abstand am stärksten vertreten war dabei Sachsen mit 10 Turnerinnen, gefolgt von Bayern mit 4 und Rheinland mit 2. Jeweils 1 Turnerin kam aus den Landesturnverbänden von Baden, der Pfalz, Schwaben, Berlin, Westfalen, Niedersachsen und Hessen. Ebenso dominierten die Turnerinnen aus Sachsen die Wettkämpfe. Einzig am Stufenbarren gewannen sie nicht Gold (hier erreichte Meolie Jauch die Höchstpunktzahl). Zu den vier Goldmedaillen der Sächsinnen kamen jeweils drei Silber- und Bronzemedaillen. Karina Schönmaier wurde Mehrkampfsiegerin und gewann an allen vier Geräten ebenso eine Medaille (Gold am Boden, Silber an Sprung und Barren, und Bronze am Balken). Weitere erfolgreiche Athletinnen waren Lea Celine Wartmann (Gold, Silber, Bronze), Meolie Jauch und Jesenia Schäfer (Gold), Silja Stöhr und Aiyu Zhu (Silber), und Jessica Schlegel, Janoah Müller und Mia Reimann (Bronze).
| Platz | Name                | Verein                      | LTV | Sprung (D)   | Stufenbarren (D) | Schwebebalken (D) | Boden (D)    | Punkte |
| ----- | ------------------- | --------------------------- | --- | ------------ | ---------------- | ----------------- | ------------ | ------ |
| 1     | Karina Schönmaier   | TuS 1861 Chemnitz-Altendorf | SC  | 13,900 (5,0) | 13,200 (5,0)     | 13,200 (5,1)      | 12,850 (4,8) | 53,150 |
| 2     | Lea Celine Wartmann | TuS 1861 Chemnitz-Altendorf | SC  | 13,050 (3,8) | 12,100 (4,4)     | 13,500 (5,6)      | 12,150 (4,4) | 50,800 |
| 3     | Jessica Schlegel    | TuG Leipzig                 | SC  | 12,350 (3,4) | 12,300 (4,4)     | 13,050 (5,0)      | 11,700 (4,4) | 49,400 |
| 4     | Jesenia Schäfer     | TuS 1861 Chemnitz-Altendorf | SC  | 12,950 (4,2) | 12,650 (4,9)     | 12,400 (4,8)      | 11,200 (5,0) | 49,200 |
| 5     | Silja Stoehr        | SG Heddesheim               | BA  | 13,000 (4,2) | 11,200 (4,7)     | 13,200 (5,5)      | 11,600 (5,3) | 49,000 |
| 6     | Janoah Müller       | TSG Haßloch                 | PF  | 12,600 (4,2) | 13,150 (5,3)     | 11,700 (5,2)      | 11,000 (5,1) | 48,450 |

### Stufenbarren
| Platz | Turnerin          | D-Note | E-Note | Penalty/ Bonus | Total  |
| ----- | ----------------- | ------ | ------ | -------------- | ------ |
| 1     | Meolie Jauch      | 5,2    | 8,033  |                | 13,233 |
| 2     | Karina Schönmaier | 5,0    | 8,166  |                | 13,166 |
| 3     | Janoah Müller     | 5,3    | 7,866  |                | 13,166 |
| 4     | Jesesnia Schäfer  | 4,9    | 7,900  |                | 12,800 |
| 5     | Jessica Schlegel  | 4,4    | 7,966  |                | 12,366 |
| 6     | Mara Dietz        | 4,4    | 7,700  |                | 12,100 |

### Schwebebalken
| Platz | Turnerin            | D-Note | E-Note | Penalty/ Bonus | Total  |
| ----- | ------------------- | ------ | ------ | -------------- | ------ |
| 1     | Lea Celine Wartmann | 5,6    | 7,900  |                | 13,500 |
| 2     | Aiyu Zhu            | 4,9    | 7,933  |                | 12,833 |
| 3     | Karina Schönmaier   | 5,2    | 7,433  |                | 12,633 |
| 4     | Silja Stöhr         | 5,0    | 7,366  |                | 12,366 |
| 5     | Jessica Schlegel    | 5,0    | 6,566  | -0,1           | 11,466 |
| 6     | Lara Baumgartl      | 4,7    | 6,366  |                | 11,066 |

### Boden
| Platz | Turnerin            | D-Note | E-Note | Penalty/ Bonus | Total  |
| ----- | ------------------- | ------ | ------ | -------------- | ------ |
| 1     | Karina Schönmaier   | 5,2    | 8,133  | -0,1           | 13,233 |
| 2     | Silja Stöhr         | 5,3    | 7,366  |                | 12,666 |
| 3     | Lea Celine Wartmann | 4,6    | 7,700  |                | 12,300 |
| 4     | Mara Dietz          | 4,5    | 7,633  |                | 12,133 |
| 5     | Jessica Schlegel    | 4,4    | 7,333  |                | 11,733 |
| 6     | Mia Neumann         | 4,1    | 7,533  |                | 11,633 |